# Norman Podhoretz

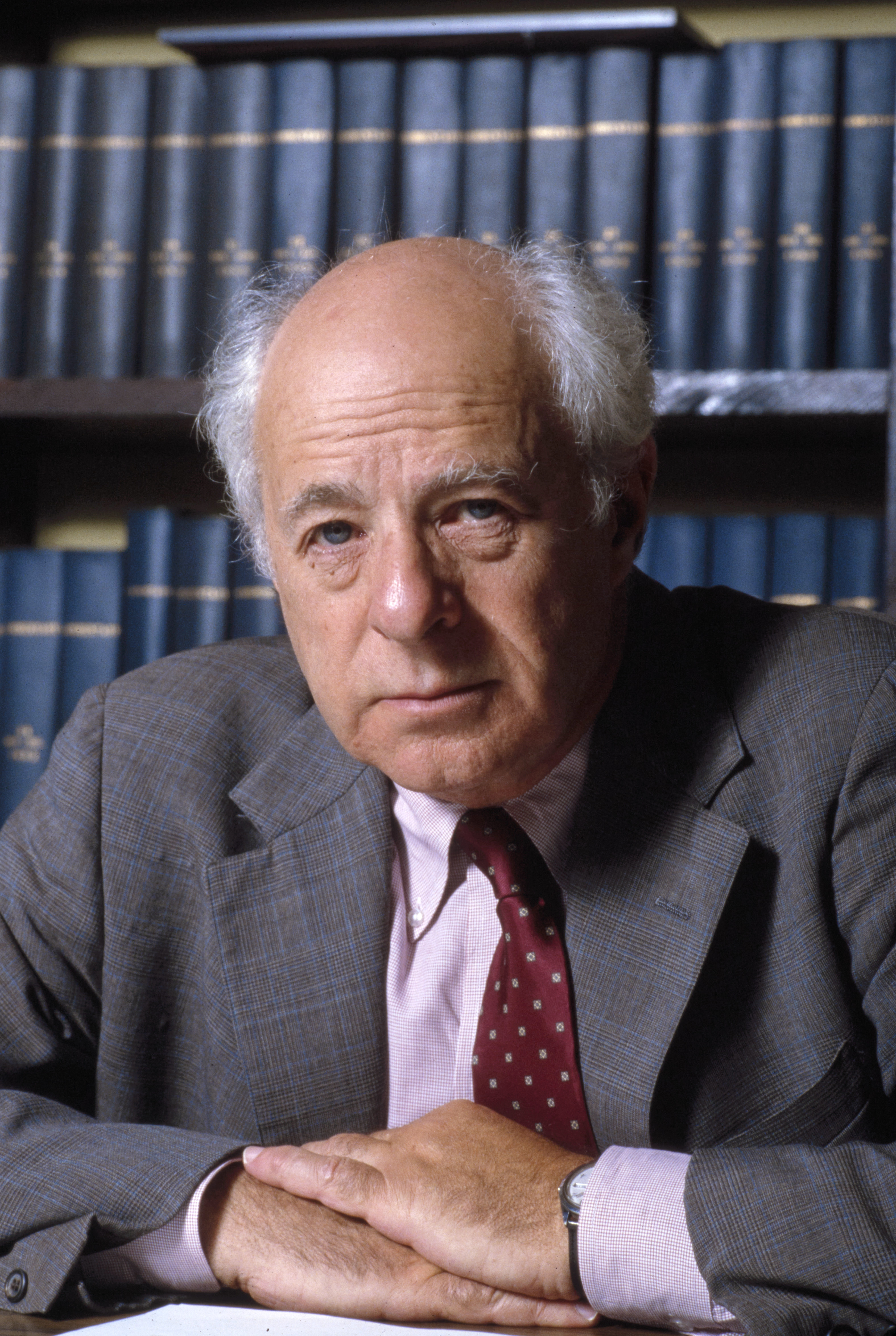
Norman Podhoretz (1986)

Norman Podhoretz (ur. 16 stycznia 1930) – amerykański publicysta, jeden z najbardziej znanych neokonserwatystów. W latach 1960–1995 był głównym redaktorem pisma „Commentary”. W latach 1981–1987, był doradcą U.S. Information Agency. Odznaczony Medalem Wolności przez prezydenta George'a W. Busha. Popierał atak USA na Irak w 2003 roku.

## Publikacje
- 1964: Doings and Undoings: The Fifties and After (o literaturze amerykańskiej)
- 1967: Making It (autobiografia) ISBN 0-394-43449-8
- 1979: Breaking Ranks: A Political Memoir
- 1980: The Present Danger: "Do We Have the Will to Reverse the Decline of American Power?" ISBN 0-671-41395-3
- 1982: Why We Were in Vietnam ISBN 0-671-44578-2
- 1986: The Bloody Crossroads: Where Literature and Politics Meet (o Albercie Camus, Milanie Kunderze, Henry Adamsie, Kissingerze, Sołżenicynie, Orwellu i innych) ISBN 0-671-61891-1
- 2000: Ex-Friends: Falling Out With Allen Ginsberg, Lionel & Diana Trilling, Lillian Hellman, Hannah Arendt, and Norman Mailer (Wspomnienia) ISBN 1-893554-17-1
- 2001: My Love Affair With America: The Cautionary Tale of a Cheerful Conservative (autobiografia) ISBN 1-893554-41-4
- 2002: The Prophets: Who They Were, What They Are ISBN 0-7432-1927-9
- 2003: The Norman Podhoretz Reader: A Selection of His Writings from the 1950s through the 1990s, teksty zebrane, z przedmową historyka Paula Johnsona ISBN 0-7432-3661-0
- 2007: World War IV: The Long Struggle Against Islamofascism ISBN 0-385-52221-5

## Publikacje w języku polskim
- Aktualne niebezpieczeństwo, wstęp Teresa Kardacz, tł. z ang. Elżbieta Gołębiowska, Warszawa: Instytut Badania Współczesnych Problemów Kapitalizmu 1982.
- Dlaczego byliśmy w Wietnamie, tł. z ang. W., Warszawa: "Niepodległość" 1988 (wyd. 2 przekł. zbiorowy, Gdynia - Warszawa: "Atext" - "Delikon" 1991.